# Prima Divisione 1936-1937 (pallacanestro femminile)
La Prima Divisione 1936-1937 è stato il secondo livello dell'ottavo campionato italiano di pallacanestro femminile.
Le squadre iscritte sono state suddivise su base regionale.

## Qualificazione

### XVII Zona

#### Classifica
|  | Pos. | Squadra                   | Pt | G | V | P | PtF | PtS | Diff. |
|  | ---- | ------------------------- | -- | - | - | - | --- | --- | ----- |
|  | 1.   | Canottieri Palermo        | 12 | 6 | 6 | 0 | 76  | 22  | 54    |
|  | 2.   | GUF Messina               | 10 | 6 | 4 | 2 | 93  | 39  | 54    |
|  | 3.   | Giovani Fasciste Messina  | 6  | 6 | 1 | 5 | 9   | 90  | -81   |
|  | 4.   | Canottieri Lauria Palermo | 5  | 6 | 1 | 5 | 15  | 42  | -27   |
|  | 5.   | Giovani Fasciste Catania  | -  | - | - | - | -   | -   | -     |

Legenda:
      Ammessa alla semifinale nazionale.
      Esclusa a campionato in corso.
Regolamento:
Due punti a vittoria, uno a sconfitta.
Note:
Le Giovani Fasciste Messina hanno scontato 1 punto di penalizzazione.
I Canottieri Lauria Palermo hanno scontato 2 punti di penalizzazione.
Le Giovani Fasciste Catania si sono ritirate o sono state escluse.
La Canottieri Palermo è campionessa regionale di Prima Divisione.

## Fase nazionale

### Semifinale
| Palermo 25 aprile 1937 | Canottieri Palermo | 6 – 4 | Sannicandro Bari |  |

| Bari 16 maggio 1937 | Sannicandro Bari | 7 – 4 | Canottieri Palermo |  |

La Sannicandro Bari si qualifica per la finale.

### Finale

#### Classifica
|  | Pos. | Squadra            | Pt | G | V | P | PtF | PtS | Diff. |
|  | ---- | ------------------ | -- | - | - | - | --- | --- | ----- |
|  | 1.   | Giordana Genova    | -  | - | - | - | -   | -   | -     |
|  | 2.   | Sannicandro Bari   | -  | - | - | - | -   | -   | -     |
|  | 3.   | Parioli Roma       | -  | - | - | - | -   | -   | -     |
|  | 4.   | Filotecnica Milano | -  | - | - | - | -   | -   | -     |

Legenda:
      Campione di Prima Divisione.
Regolamento:
Due punti a vittoria, uno a sconfitta.

## Verdetti
- Campione di Prima Divisione: Giordana Genova (1º titolo)